# ホセ・ゴンサルボ
ゴンサルボ2世（Gonzalvo II）ことホセ・ゴンサルボ・ファルコン（José Gonzalvo Falcón、1920年1月16日 - 1978年5月31日）は、スペイン・カタルーニャ州ムリェード・ダル・バリェース出身の元サッカー選手、元サッカー指導者。現役時代のポジションはDF。

## 経歴
スペイン軍に兵役し、セウタへ赴任していた1940-41シーズンにCDセウタでキャリアをスタートさせた。退役後の1944年にFCバルセロナへ加入し、1944-45シーズンから6シーズンの間左サイドバックのレギュラーとしてプレーした。バルセロナでは、公式戦通算166試合3得点という記録を残し、5つのタイトルを獲得した。
現役引退後は古巣FCバルセロナで主にクラブの運営を担っていたが、1962-63シーズンにトップチームの監督を務めていたラディスラオ・クバラが15節終了後に成績不振によって解任された。その後、16節から最終節までをゴンサルボが暫定監督として指揮を執り、同シーズンはリーグ戦6位に落ち着いた。

## 人物
兄のフリオ・ゴンサルボ、弟のマリアーノ・ゴンサルボ、そしてホセを含めた3兄弟は全員プロサッカー選手かつFCバルセロナでプレーした。彼らが現役だった当時は長男フリオ、次男ホセ、三男マリアーノはそれぞれゴンサルボ1世、2世、3世と呼ばれていた。

## タイトル

### クラブ
バルセロナ
- プリメーラ・ディビシオン : 3回 (1944-45, 1947-48, 1948-49)
- ラテン・カップ : 1回 (1948-49)
- コパ・エバ・ドゥアルテ : 1回 (1948-49)